# جانا مالك
جانا مالك (بالأردوية: جاناں ملک؛ بالإنجليزية: Jana Malik) هي ممثلة باكستانية، ولدت في 26 أبريل 1984 في لاهور في باكستان.